# Фонендоскоп

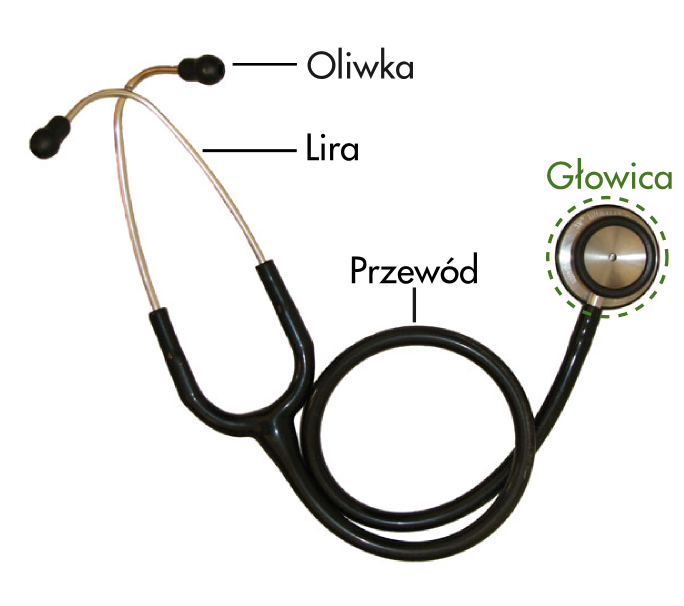
Складові частини фонендоскопа

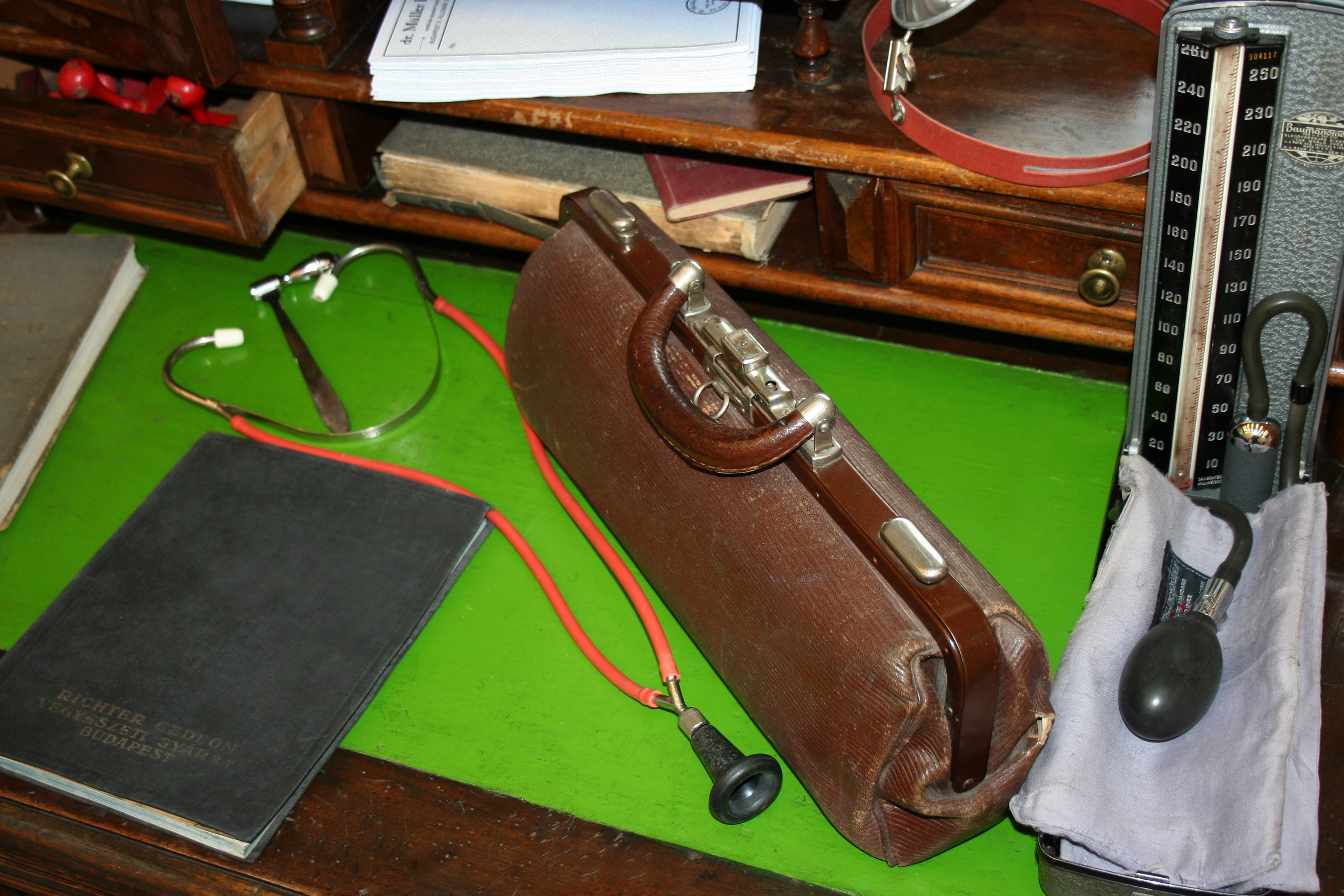
Попередник фонендоскопа — стетоскоп.

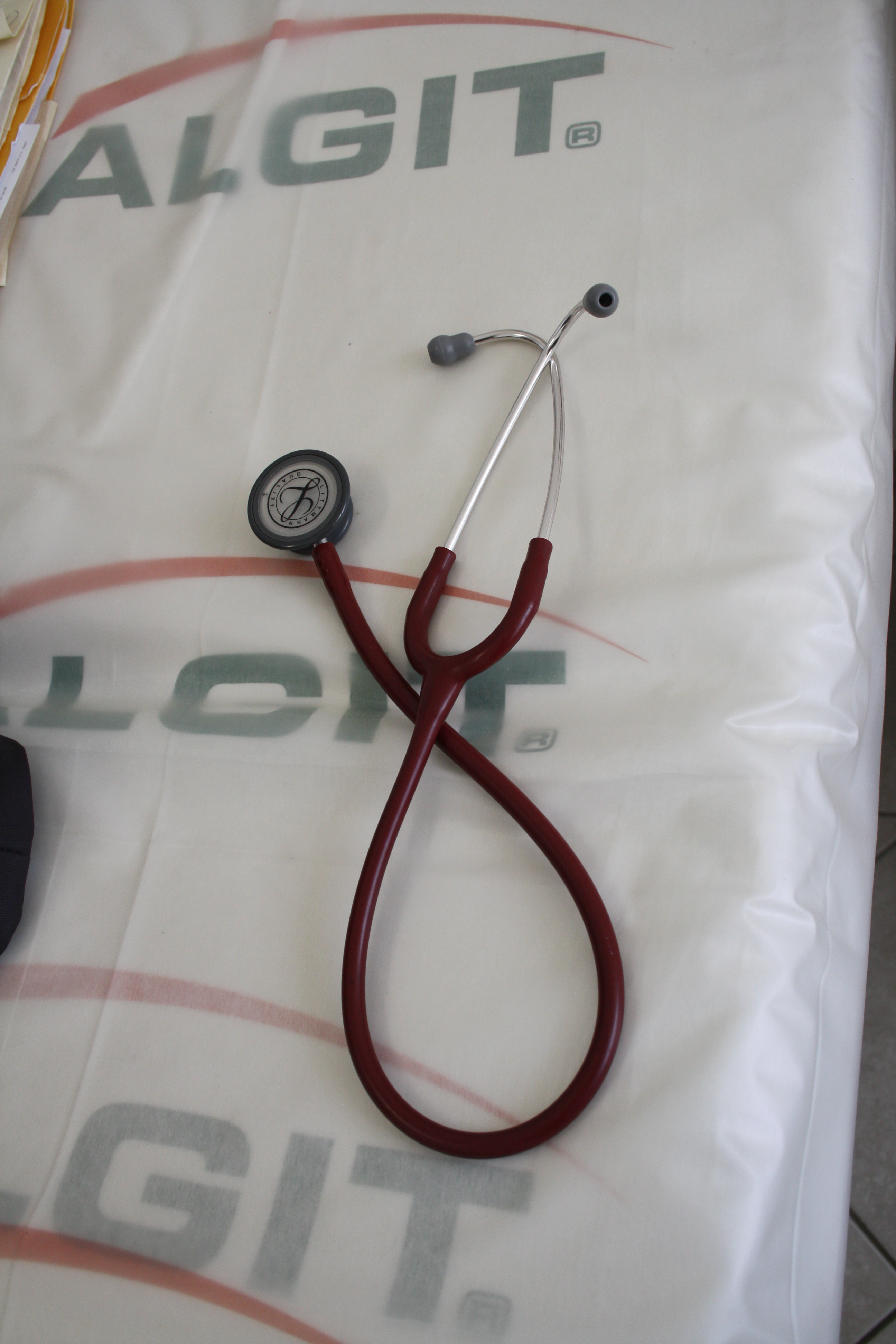
Фонендоскоп — видно мембрану з логотипом виробника.

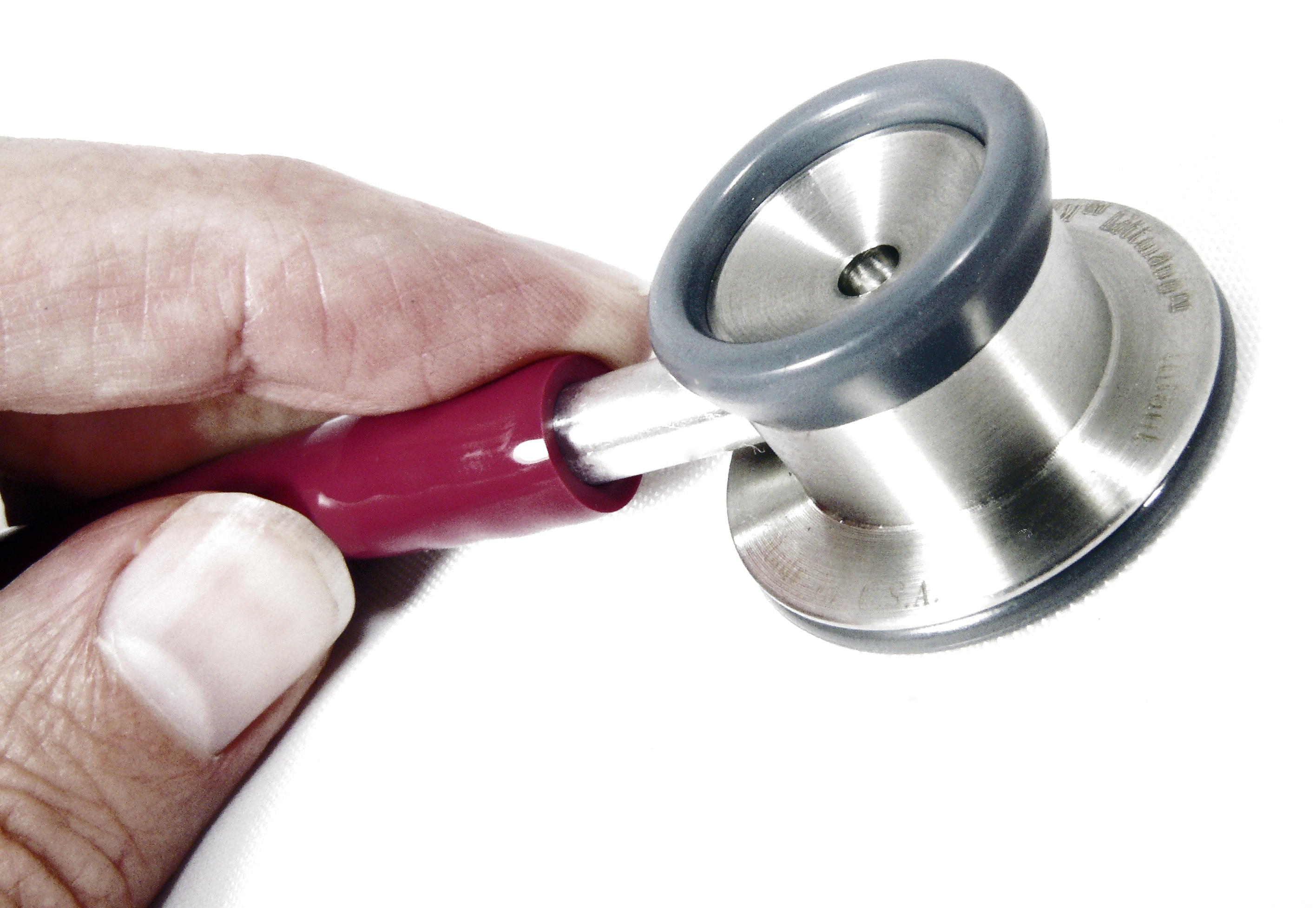
Стетофонендоскоп — прилад, в якому одна сторона має мембрану, а інша ні.

Фонендоско́п (від грец. Φωνη — «звук», ένδον — «всередині» і σκοπέω — «спостерігаю») — прилад для вислуховування шумів внутрішніх органів: легенів, серця, судин, кишечника тощо. 
Фонендоскоп є вдосконаленим стетоскопом, відмінність полягає в тому, що він має натягнуту мембрану для посилення звуку. Назву фонендоскоп ввів Микола Коротков.
На відміну від стетоскопів, фонендоскопи надзвичайно широко використовуються в сучасній медичній практиці. Фонендоскопи є незамінними при вимірюванні артеріального тиску.
Завдяки гарній акустиці під час проведення аускультації широке застосування знайшли моделі розроблені американським кардіологом Давидом Літманом.
Існує прилад, що поєднує в собі властивості стетоскопа та фонендоскопа — стетофонендоскоп.